# Пхеньянский текстильный комбинат
Пхеньянский текстильный комбинат имени Ким Чен Сук — промышленное предприятие в восточной части города Пхеньян, КНДР.

## История
Предприятие было создано в 1948-1950 гг. и начало работу в 1950 году, однако оказалось полностью разрушено в ходе Корейской войны. После окончания боевых действий началось его восстановление.
В ходе выполнения трёхлетнего плана восстановления и развития народного хозяйства КНДР (1954—1956 гг.) при технической помощи СССР был построен Пхеньянский текстильный комбинат, введённый в эксплуатацию в 1956 году (прядильные машины для Пхеньянского текстильного комбината изготовил Пензенский машиностроительный завод).
В 1957 году в состав комбината входили прядильная, ткацкая красильно-отделочная и трикотажная фабрики, имелось более 2 тыс. ткацких станков и прядильные машины на 60 тыс. веретен.
В 1961 году на комбинате было установлено и введено в эксплуатацию дополнительное прядильно-ткацкое оборудование, увеличившее производственные мощности предприятия. В целом, за счёт ввода в действие нового оборудования в 1957—1970 гг. производственная мощность комбината удвоилась.
В августе 1973 года перечень выпускаемой продукции превысил 1200 наименований. В середине 1970х годов в состав комбината входили прядильная, ткацкая красильно-отделочная и трикотажная фабрики, имелось более 3 тыс. ткацких станков и свыше 100 тыс. веретен. В это время мощность предприятия составляла 60 млн. м хлопчатобумажных тканей в год, на его долю приходилось около 25% всего производства хлопчатобумажных тканей в стране. 
Также, при предприятии был создан политехнический институт для подготовки квалифицированных технических кадров для текстильной промышленности.
В дальнейшем, объём и ассортимент выпускаемой продукции был увеличен (так, в начале 1984 года на комбинате начала работу мастерская по выпуску искусственных цветов - изготавливавшая из ткани искусственные магнолии, лилии, азалии, хризантемы и другие цветы). В 1987 году производственные мощности комбината составляли около 100 млн. погонных метров тканей в год, часть продукции экспортировалась в другие страны мира. Здесь были введены в эксплуатацию шелкоткацкий цех и цех химических волокон, освоен выпуск вискозных волокон, шёлковых тканей и школьных рюкзаков.
26 октября 1989 года комплексному красильному цеху комбината было присвоено наименование цех "Дружба" имени Эрнесто Че Гевары.
С 21 декабря 2011 года комбинат носит имя героини антияпонской войны Ким Чен Сук.

## Современное состояние
На протяжении десятилетий комбинат является одним из крупнейших предприятий текстильной промышленности КНДР. Входит в число ведущих предприятий Пхеньяна.
В 2016 году в состав предприятия входило свыше 50 цехов.
Прядильщица Ким Бон Рэ (первая из всех работников текстильной промышленности КНДР освоившая работу по методу Л. И. Ананьевой), ткачиха Чу Бен Сен, прядильщица Ким Бок Сир и 14 других работников предприятия стали Героями Труда КНДР.